# Jack Tramiel
Jack Tramiel (13 de dezembro de 1928 – 8 de abril de 2012) foi um empresário polaco-americano, mais conhecido por fundar a Commodore International. O Commodore PET , Commodore VIC-20 e Commodore 64 estão entre alguns computadores domésticos produzidos enquanto ele estava na empresa. Tramiel mais tarde fundou a Atari Corporation e comprou Atari, Inc. em 1984 a partir de sua controladora.
Morreu em 8 de abril de 2012 aos 83 anos.